# 頂端分裂組織

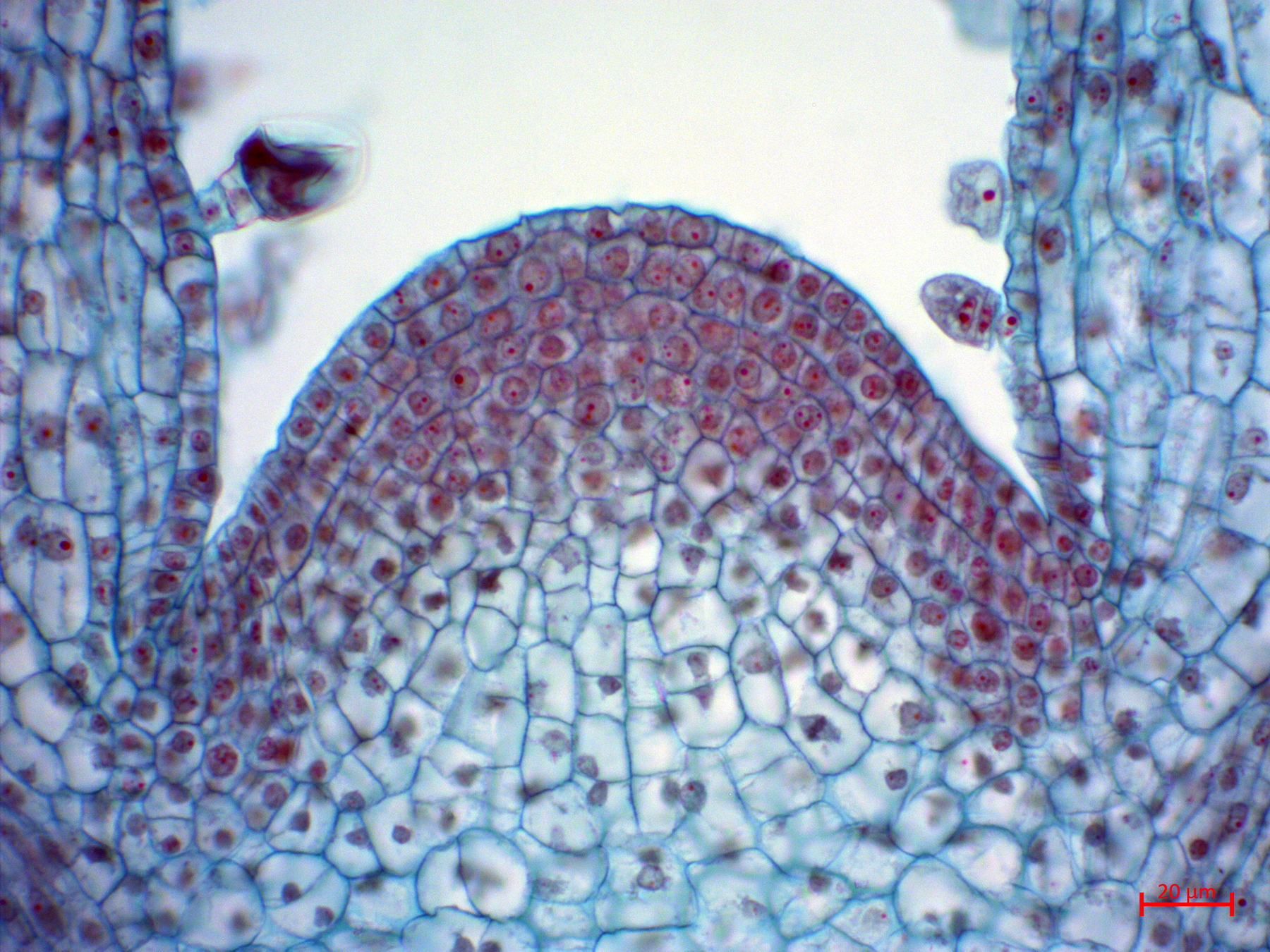
頂端分裂組織の一つであるシュート頂分裂組織

頂端分裂組織（）は、シュート頂と根端に主に位置している分裂組織のことである。植物の先端成長を担い、一次成長を引き起こす組織として知られる。成長点（生長点）とも呼ばれるが、ほとんどの植物は複数の層からなる組織であるため、この表現は正確性に欠ける。なお、成長点は主にシュート頂分裂組織に対して使われる言葉である。分裂組織はその起源によって一次分裂組織と二次分裂組織に分けられる。頂端分裂組織は一次分裂組織と同義である。

## 基本構造
- 分裂細胞

細胞分裂を盛んに行う細胞で、頂端分裂組織のもっとも外側に位置する。
- 始原細胞

分裂活性（細胞分裂の頻度や速度）の低い未分化な細胞。
- 形成中心

シュート頂分裂組織の中心にあり、分裂細胞の分裂を抑制している。
- 静止中心

根端分裂組織の中心にあり、分裂組織の分裂を抑制している。

## シュート頂分裂組織
シュートの先端（シュート頂）にあり、茎の伸長、葉の形成を担っているのがシュート頂分裂組織（茎頂分裂組織）である。

## 根端分裂組織

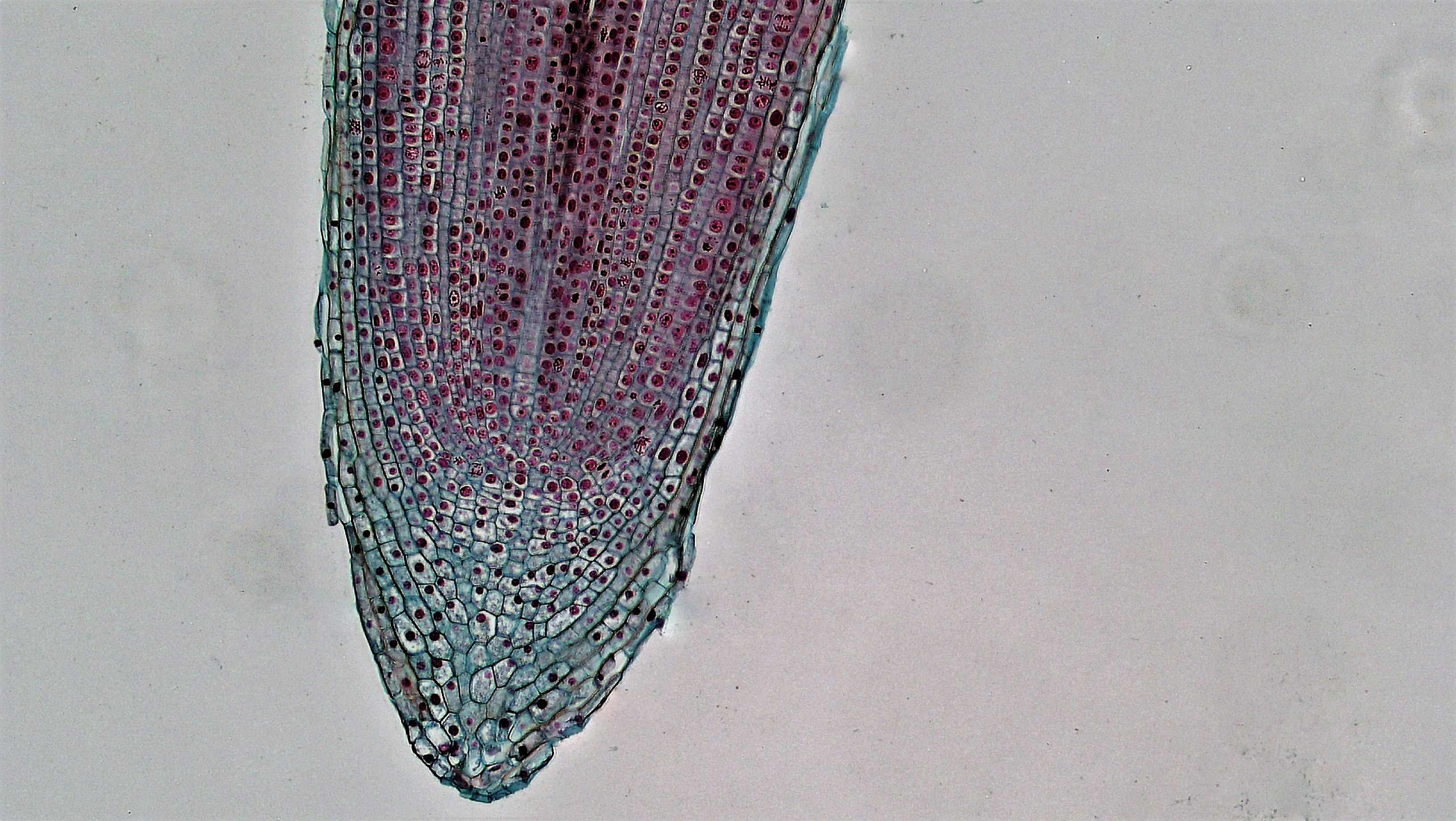
頂端分裂組織の一つである根端分裂組織

根の先端にあり、根端に覆われ、根の伸長を担っているのが根端分裂組織である。

## 頂端分裂組織の形成
球状胚期の胚は胚球と胚柄という2つの細胞群によって構成されている。発生が進むと胚球でオーキシンが作られるようになる。オーキシンは球状胚後期になるとPINタンパク質の局在の影響で、胚球から胚柄へと極性移動する。これによって、心臓胚期になると、先端側の中央部のオーキシン濃度が低下する。これにより頂端分裂組織への分化が始まる。シュート頂分裂組織はオーキシン低濃度の部分から分化し、根端分裂組織はオーキシン高濃度の部分から分化する。魚雷胚期になると、シュート頂分裂組織、シュート、根、根端分裂組織の四つに完全に分化し、胚柄は退化・消失する。そして、シュート頂分裂組織は幼芽を形成する
。

## 分化後の組織
頂端分裂組織は以下のような組織に分化し、その後、各組織へと分化していく。
- 前表皮（proderm）

表皮系に分化する部分であり、やがて表皮細胞や孔辺細胞、毛、根毛を形成する。
- 基本分裂組織（ground meristem、fundamental meristem）

基本組織系に分化する部分であり、やがて皮層や葉肉を形成する。多くは柔組織に分化するが、厚角組織や厚壁組織などの機械組織も分化する。
- 前形成層（procambium）

維管束系に分化する部分であり、やがて木部や篩部が分化する。ただし、根では葉とは異なり、内皮より内側の基本組織系に分類される細胞も前形成層から生じる。